# Jurków (powiat brzeski)

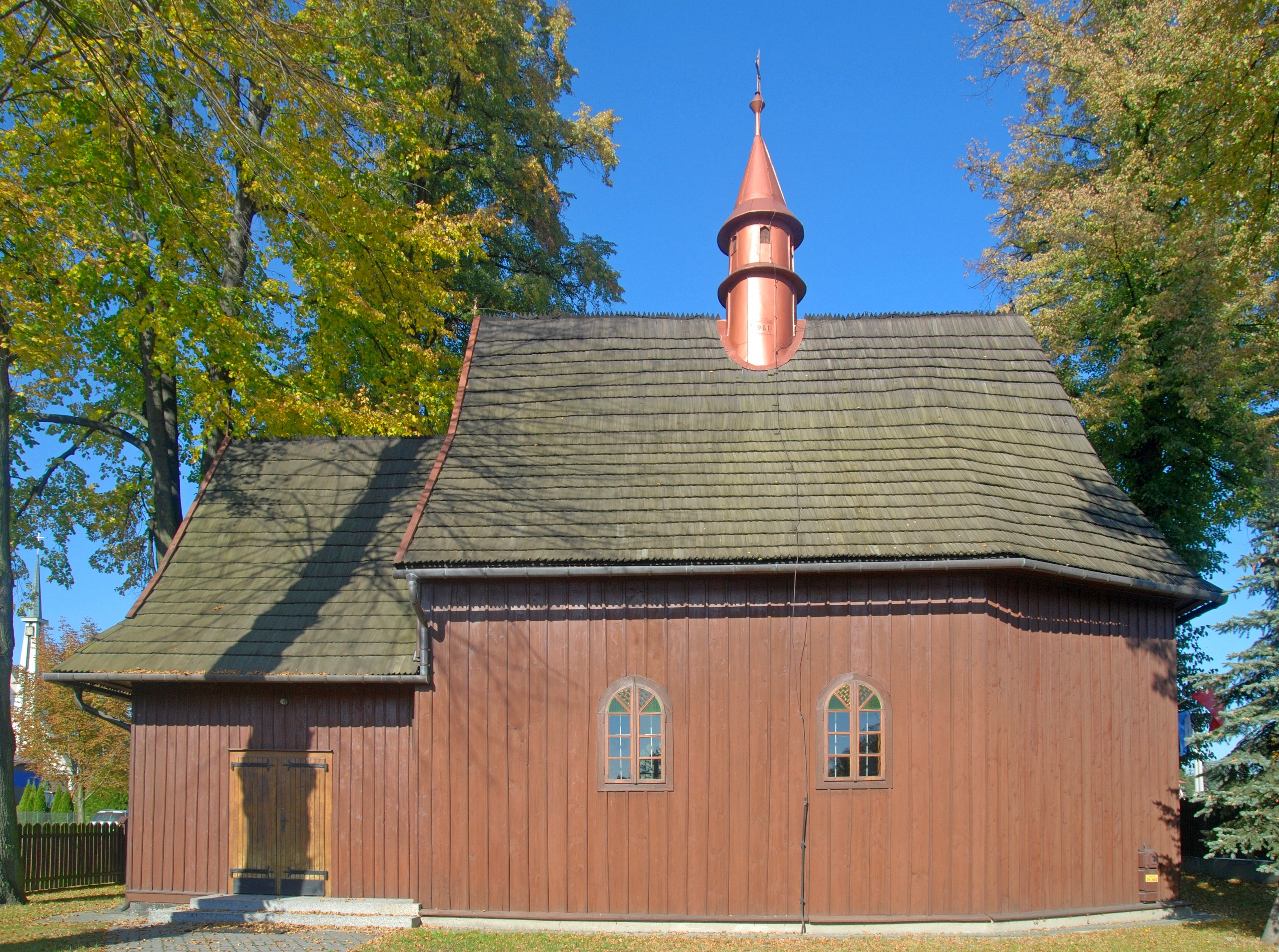
Zabytkowy kościół pw. Przemienienia Pańskiego

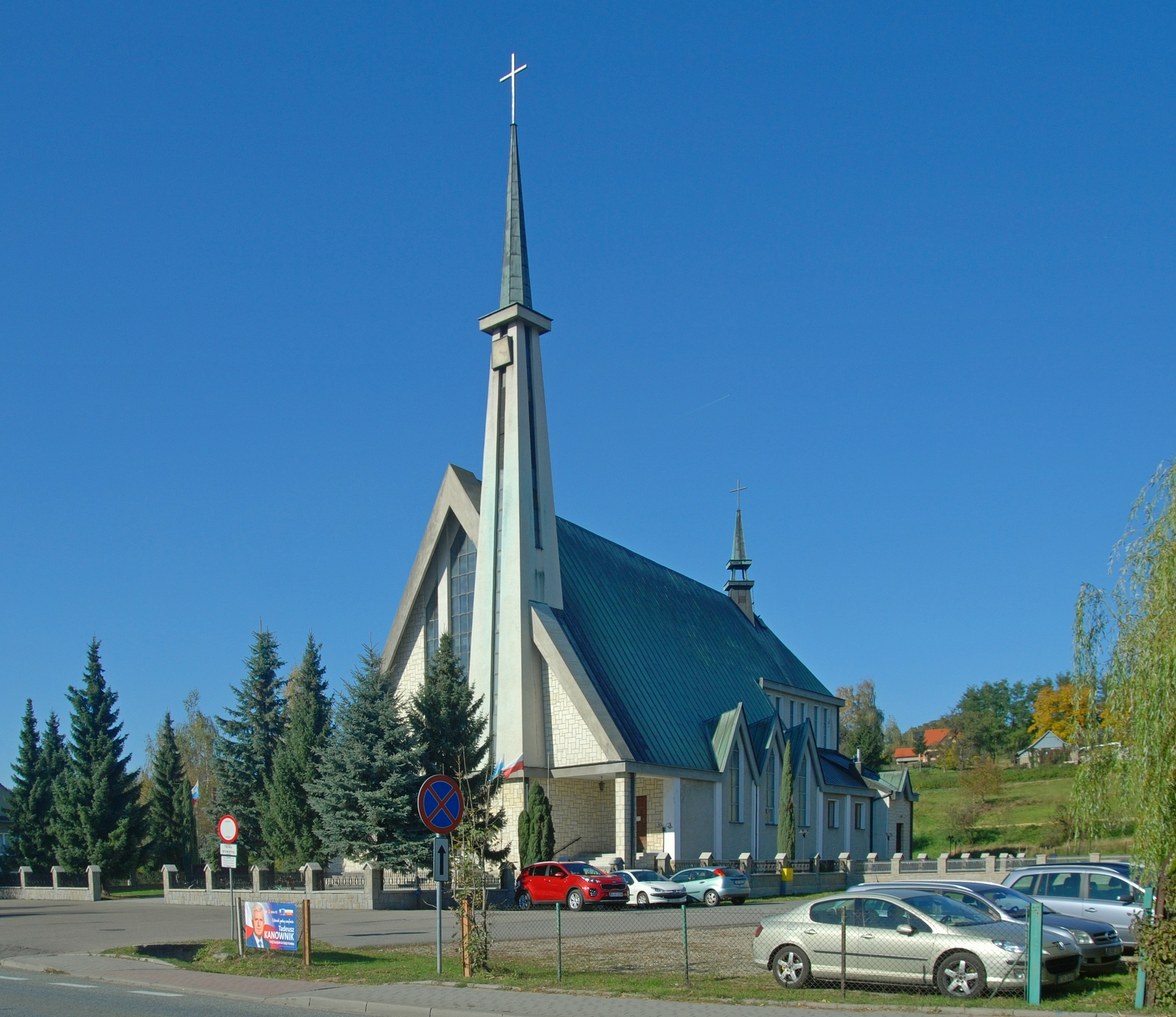
Kościół parafialny w Jurkowie

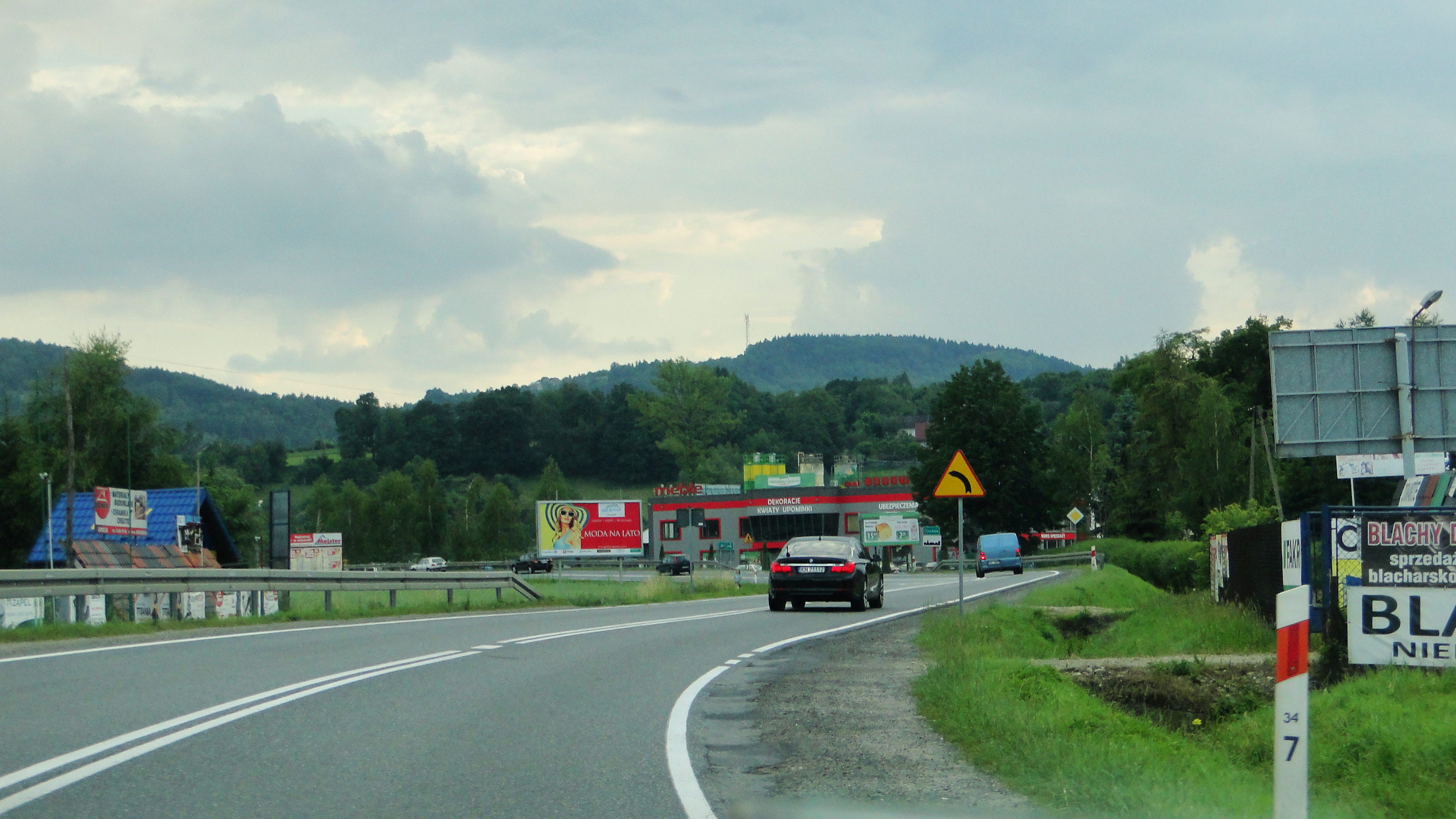
Droga krajowa nr 75 we wsi

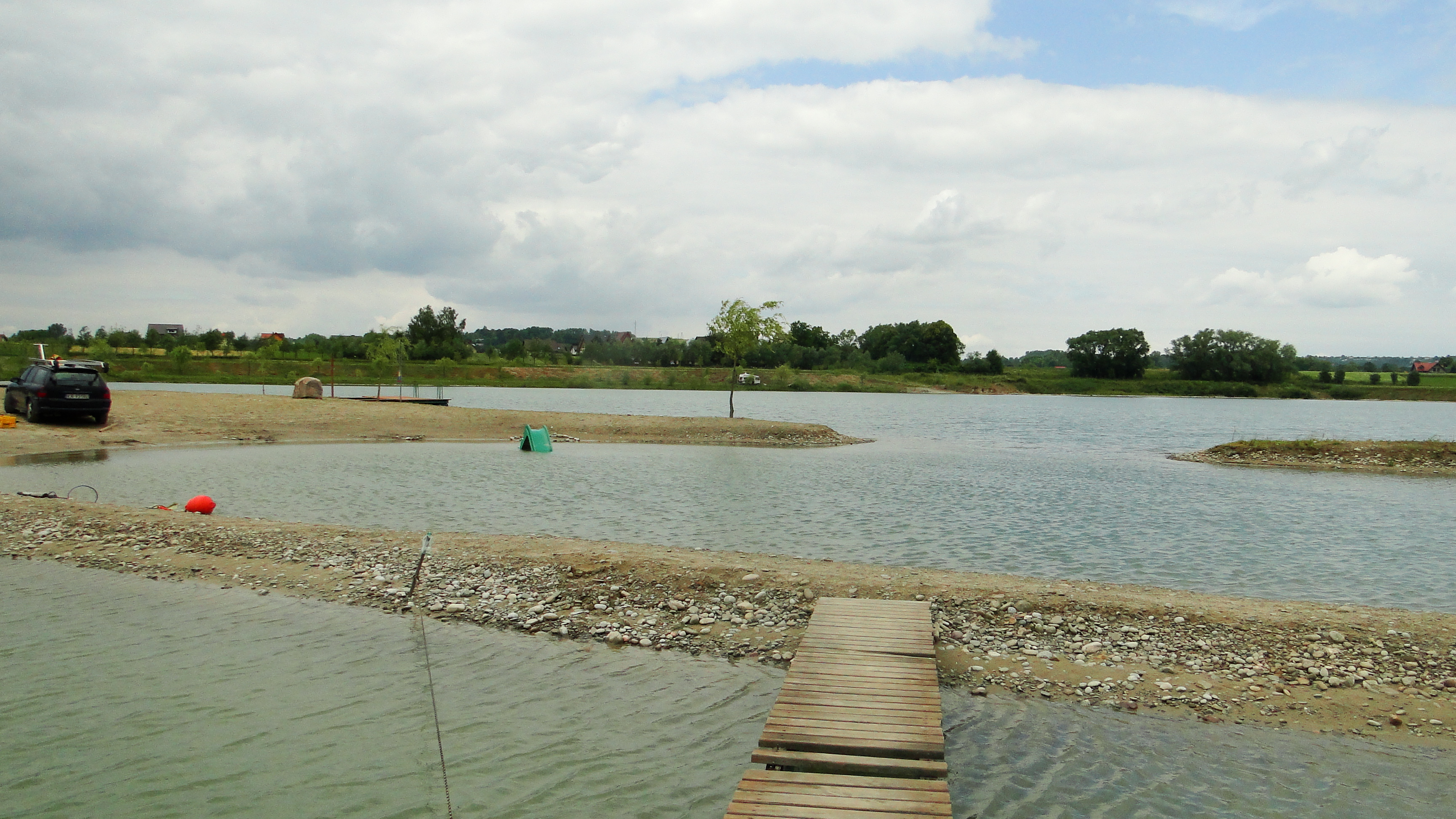
Poeksploatacyjne kąpielisko Chorwacja

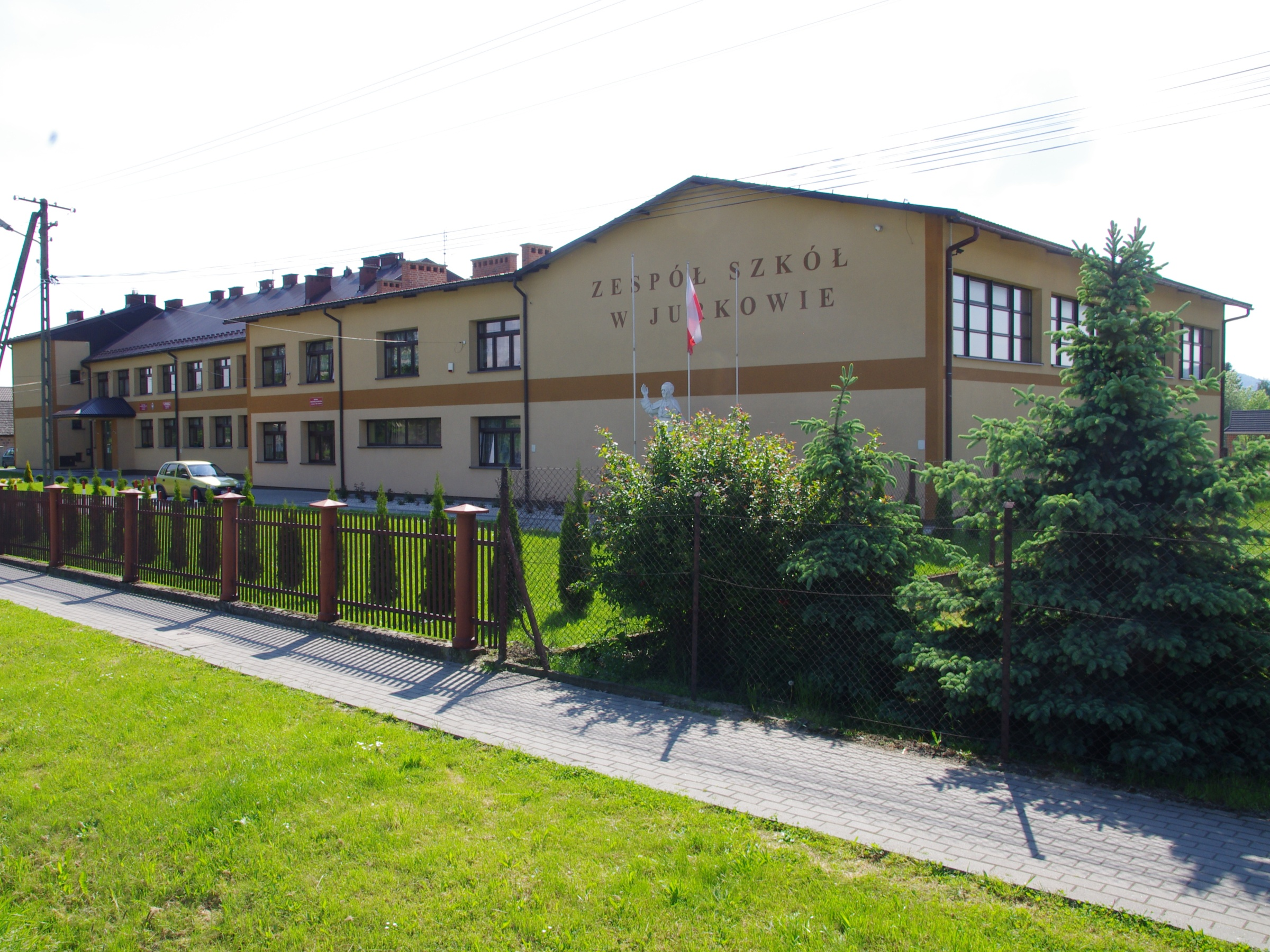
Szkoła

Jurków – wieś w Polsce położona w województwie małopolskim, w powiecie brzeskim, w gminie Czchów.
Wieś Jurków leży w dolinie Dunajca we wschodniej części strefy fliszowej Pogórza Wiśnickiego. Jest to typowy pejzaż Karpackiego Pogórza. Wieś administracyjnie leży w centrum gminy Czchów, w województwie małopolskim. Przeciętna szerokość wsi dochodzi do 4 km, długość do 5 km. Powierzchnia geodezyjna miejscowości wynosi 501,47 ha. Obecnie liczy 1300 mieszkańców.
W Jurkowie znajduje się rondo, główny węzeł komunikacyjny gminy: krzyżują się tu drogi Kraków – Krynica i Jurków – Tarnów. Znajduje się tu również kąpielisko „Chorwacja”.
W latach 1954–1961 wieś należała do gromady Biskupice Melsztyńskie, po jej zniesieniu należała i była siedzibą gromady Jurków. W latach 1975–1998 miejscowość należała administracyjnie do województwa tarnowskiego.

## Części wsi
| SIMC    | Nazwa     | Rodzaj    |
| ------- | --------- | --------- |
| 0817037 | Dąbrówka  | część wsi |
| 0817043 | Krzyżówki | część wsi |
| 0817050 | Łacnowa   | część wsi |
| 0817072 | Szotówka  | część wsi |
| 0817089 | Zagrody   | część wsi |

## Historia
Po raz pierwszy wymieniona w dokumentach pochodzących z 1215 roku. Wtedy to biskup krakowski Wincenty Kadłubek przyznał Katedrze Krakowskiej dziesięcinę snopową między innymi z Jurkowa. Pierwszymi udokumentowanymi właścicielami wsi byli Wielogłowscy herbu Stary Koń.
W roku 1401 wieś jest własnością Anny, wdowy po Żegocie, właścicielu Jurkowa i Wielogłów. Od 1436 roku w źródłach historycznych jako właściciel pojawia się jej syn Mikołaj i jego żona Anna z Jeżowa. W ich posiadaniu były również wsie: Kaliszany i Tymowa. W latach 1448–1467 dziedzicem Jurkowa był syn Mikołaja – Najko. We wsi było 9 łanów kmiecych, zagrody, dwór szlachecki z rolami folwarcznymi, karczma i młyn o jednym kole na Dunajcu.
Brat Najki, Żegota Wielogłowski występuje w dokumentach z lat 1467 do 1496 jako właściciel Jurkowa, Wielogłów, Sieprawia, Zawady - parafia Siepraw, Kawęcina i Pogwizdowa. W latach 1489–1518 dziedzicem Jurkowa zostaje Stanisław syn Nanajki, bratanek Żegoty. Brat Stanisława, Andrzej jest kolejnym właścicielem do roku 1526. Synowie Stanisława: Sebastian Nanajko, Henryk i Kasper zawierają umowę w roku 1527 w sprawie dóbr Tworkowej, Jurkowa i Tymowej. Jeśli któryś z zawierających umowę umrze bez potomka męskiego, wówczas spadkobiercą jego dóbr będą inni członkowie umowy mający potomstwo męskie.
W roku 1530 Kasper Wielogłowski, dziedzic Jurkowa jest także właścicielem Tworkowej, Tymowej, Dogalina, Zwoli, Morawin Wielkich i Małych oraz Sokolej Góry. Kasper zmarł w 1564 roku. W kościele parafialnym w Czchowie znajdują się dwa nagrobki renesansowe Kaspra i jego żony ze stojącymi postaciami zmarłych. Wykonawstwo tych rzeźb przypisywane jest Hieronimowi Canavesiemu z Florencji. Miejsce pochówku dowodzi, że Wielogłowscy mieszkali w Jurkowie.
Na cmentarzu dolnym w Czchowie znajdują się pomniki nagrobne ostatnich właścicieli Jurkowa. Tablica na jednym z nich jest jeszcze czytelna i głosi:
Tytus Saryusz
Dobrzyński
Właściciel Jurkowa
1815–1881
córki
Maria 1855–1871
Florentyna 1860–1883
Drugi nagrobek ostatniego właściciela obszaru dworskiego, którym był hrabia Marasse. Napisy są już nieczytelne. Prawdopodobnie jest to nagrobek zmarłego 7 lutego 1917 Adama hr Marasse. Był on synem Ludwika i Ameli Skarżyńskiej. Po śmierci starszego brata Mieczysława w 1880 roku został właścicielem Jurkowa. Rodzina Marassych była pochodzenia francuskiego, a ich dwór znajdował się pod wzgórzem Dąbrowa nad obecną stacją benzynową. Dwór rodzinny Marasse spłonął po I wojnie światowej.
W Jurkowie szkołę zorganizowano w 1901 roku. Pierwszym nauczycielem był Józel Zgłobisz z Tarnowa. Samodzielna parafia Jurków istnieje od 21 grudnia 1979 roku. W Jurkowie natrafiono na ślady osadnictwa prasłowiańskiego, które potwierdzają pogląd, że tereny doliny Dunajca należały do obszarów najwcześniej zasiedlanych na ziemi polskiej. Podobne ślady osadnictwa napotkano między innymi w Czchowie.

## Zabytki
Obiekt wpisany do rejestru zabytków nieruchomych województwa małopolskiego.
- kaplica pw. Świętego Krzyża, obecnie kościół filialny pw. Przemienienia Pańskiego(inne języki).